# Marie, légende hongroise

Marie, légende hongroise (titre original : Tavaszi zápor) est une coproduction franco-hongroise, réalisée en 1932 par Paul Fejos (en hongrois : Pál Fejős) et sorti en France en 1933. Le film est considéré par la critique comme un des plus beaux films de l'histoire du cinéma hongrois. Il a été tourné simultanément dans quatre versions : hongroise, française, allemande et britannique.

## Synopsis
Marie, une jeune servante, séduite par un riche paysan, a un enfant. Son père naturel ne le reconnaît pas et ne veut aucunement épouser Marie. Il se contente de lui verser un peu d'argent puis se sauve. Marie doit donc fuir son village. Elle devient, à la ville, serveuse dans un cabaret louche. Un jour, elle s'évanouit en travaillant. Des prostituées s'occupent de son bébé. Plus tard, lors d'une cérémonie religieuse, Marie, vêtue d'un costume folklorique, va présenter son enfant à la Vierge. Les autorités locales décident de le lui confisquer. Marie, folle de douleur, s'enivre dans une taverne, pénètre dans une église pour y maudire la Vierge et s'écroule raide morte. Nous la retrouvons au ciel couvrant de giboulées les jeunes amoureux.

## Fiche technique
- Titre original : Tavaszi zápor (littéralement : Averse de printemps)
- Titre français : Marie, légende hongroise
- Réalisation : Pál Fejős
- Scénario : Illona Fülop, P. Fejős
- Décors : Serge Pimenoff
- Photographie : István Eiben, Peverell Marley, noir et blanc
- Musique : György Ránki, Lászlo Angyal, Vincent Scotto
- Montage : Lothar Wolff
- Production : Les Films Osso
- Pays d'origine :  Hongrie/ France
- Durée : 75 minutes
- Genre : Film dramatique
- Année de réalisation : 1932
- Date de sortie : 
  - France - 17 février 1933

## Distribution
- Annabella : Marie Szabó
- Steven Geray : l'intendant
- Ilona Dajbukát : la patronne de Marie
- Karola Zala : la patronne du "Fortuna"

## Commentaire
- Après avoir quitté Hollywood, où il tourna Solitude, considéré comme l'un des meilleurs films de 1928, Paul Fejos s'installe à Paris pour y tourner, sous les auspices de Pierre Braunberger, des films parlants. Or, depuis peu, la société française Osso est implantée à Budapest : l'occasion lui est donc offerte de retourner dans son pays, qu'il avait quitté en 1923, pour y réaliser Marie, légende hongroise en 1932.
- Ce « joyau solitaire du cinéma hongrois », selon l'expression d'István Nemeskürty[1], dans lesquels « bruits, musique et dialogues, ceux-ci réduits au minimum, sont savamment dosés[2] », écrit Philippe Haudiquet, est, suivant l'opinion de Jacques Lourcelles, un des meilleurs films du début du parlant. Ce dernier souligne, en outre, le « fait que les personnages puissent parler et ne le fassent pas amène sur l'écran une qualité d'émotion, d'intense expressivité et presque de mystère », déjà perceptibles dans Solitude. Jacques Lourcelles rend donc hommage au « lyrisme discret et poignant, coloré de tristesse, qui n'appartient », selon lui, « qu'à Paul Fejos et à la Hongrie[3]. »
- La gracieuse et fragile Annabella, favorisée par l'extrême économie des dialogues, trouve en Marie, troublante victime de l'hypocrisie sociale, un des rôles les plus émouvants de sa carrière.[réf. nécessaire]